# エリ・コッキヌー
エリ・コッキヌー (ギリシャ語: Έλλη Κοκκίνου、ラテン文字転写Elli Kokkinou)はギリシャの歌手。 アテネ出身。ギリシャで最も人気のある歌手の一人で、これまでにアナ・ヴィッシ、Glykeria、Paschalis Terzis、サキス・ルーヴァス、Tolis Voskopoulos、カロミラらと共演してきた。

## 来歴
- 1994年、音楽を学ぶために米国へ移る。
- 1996年以降、ソニーBMGから2枚のアルバムをリリース。
- 2002年、Heaven Musicと契約、2003年のアルバム「Sto Kokkino」をリリース。これがこの年のギリシャで最もよく売れたアルバムの一枚となった。また、このアルバムはトルコでも大ヒットした。
- 2007年の新アルバム「Eilikrina」はギリシャのヒット・チャートIFPIでトップ3にランクインした。

## ディスコグラフィー
| - 1999年: Epikindina Paihnidia - 2000年: Andriki Kolonia - 2003年: Paradinomai - 2003年: Sto Kokkino (Platinum) - 2004年: Sto Kokkino Platinum Edition (Platinum) - 2005年: SEX (Gold) - 2006年: Ki'Allo Platinum Edition (Platinum) - 2007年: Ilikrina | - 1998年: Epinkindina Paihnidia - 2000年: Pao/Lexi Pros Lexi - 2007年: Lipame Ilikrina - 2004年: Sto Kokkino - Karaoke |